# Venture Cup
Venture Cup är en årligen återkommande affärsplanstävling där deltagarna får professionell hjälp med att utveckla en affärsidé till en affärsplan. 
Tävlingen syftar till att främja entreprenörskap och företagande främst bland unga och studerande, men tävlingen är öppen för alla. Venture Cup inleds på regional nivå, med tävlingar indelade på fyra regioner i Sverige, för att sedan avgöras i en nationell final. Varje år delas det ut prispengar till vinnarna i de regionala finalerna samt i Sverigefinalen. Det sker ingen utslagning i tävlingen, och alla som lämnar in godkända tävlingsbidrag får skriftlig feedback från en ideell jury bestående av entreprenörer, experter och akademiker. 
Venture Cup är en ideell organisation och tävlingen arrangeras i samarbete med landets högskolor och universitet. I Göteborg så går det att läsa en kurs i affärsplanering kopplad till tävlingen. På bland annat Chalmers och fakulteter inom Göteborgs universitet (däribland Sahlgrenska akademin och Handelshögskolan) ger den akademiska poäng.

## Regionala vinnare Startup 2017 -
Hösten 2016 gjorde Venture Cup om sitt tävlingsupplägg. Tävlingen omformades till att tävla om att bli STARTUP of the year. Istället för att tävla med en affärsplan lämnades ett pitchdeck in. 2020 introducerades Best Traction och Student superstar ändrades till Beyond Academic. 4 priser delas ut per region, de tävlande behöver inte själva välja vilket pris man tävlar om utan har chans att vinna flera. 
| Omgång    | Region | Top Tech           | Impact Maker            | Game Changer            | Student Superstart/ Beyond Academic | Best Traction                |
| 2017, Vår | Nord   | Mowida             | Organofuel              | HiloProbe               | Bara Bättre                         | -                            |
| 2017, Vår | Syd    | Next Step Dynamics | Next Step Dynamics      | Gedea Biotech           | Vultus                              | -                            |
| 2017, Vår | Väst   | Graphic Tracer     | Tribotextil             | Trotto                  | Mimbly                              | -                            |
| 2017, Vår | Öst    | RMBLStrip          | Next Period             | OptiFriction            | Tracy                               | -                            |
| 2018, Vår | Nord   | The Fit            | Ther-Appy               | PreOption               | FreezFiler                          | -                            |
| 2018, Vår | Syd    | Pure Bio Synergi   | Boost Thyroid           | Word Diagnostics        | Bylife                              | -                            |
| 2018, Vår | Väst   | Gardenize          | Atium                   | Bioserva                | Detecht                             | -                            |
| 2018, Vår | Öst    | Beescaning         | Map Project             | Woshapp                 | Coda Easy                           | -                            |
| 2019, Vår | Nord   | -                  | Team Pay                | Nordic SkiCrosser       | Skogliga Mätningar                  | On-Rails                     |
| 2019, Vår | Syd    | -                  | MEDARCA                 | Hero Sight              | Innovosens                          | Mylla Matmarknad             |
| 2019, Vår | Väst   | -                  | Helios Innovations      | Eneryield               | Amferia                             | VictorizeMove                |
| 2019, Vår | Öst    | -                  | Enerpoly                | Appstore for R&D        | ImagiLabs                           | Nordic Psychology            |
| 2020, Vår | Nord   | -                  | BUMI                    | Homeaxess               | Plocka                              | Homeaxcess                   |
| 2020, Vår | Syd    | -                  | DiaPure                 | Cyclezyme               | The hyv by hydromesh                | Lifefinder                   |
| 2020, Vår | Väst   | -                  | Alpha therapy solutions | Alpha therapy solutions | Oterlu AI                           | Loop- it                     |
| 2020, Vår | Öst    | -                  | Jaisy                   | PlasticFri              | Stckcell                            | Rider's position coach       |
| 2021, Vår | Nord   |                    | Nova Drops              | Big Akwa                | Noctie.ai                           | Collactivate                 |
| 2021, Vår | Syd    | -                  | MbeguSolar              | Acorai                  | LuFu                                | Coachsome                    |
| 2021, Vår | Väst   | -                  | Taigatech               | Reselo                  | Compular                            | Avidnote                     |
| 2021, Vår | Öst    |                    | Varannan Vecka          | Parantly                | Ovulai                              | Carlbaum´s                   |
| 2022, Vår | Nord   | -                  | Nordic Renew Resource   | Haystack                | D-stract                            | N.C Zero Waste Store Concept |
| 2022, Vår | Syd    | -                  | SunFeeds                | Pharmista Technologies  | SpeakSum                            | Quiqly                       |
| 2022, Vår | Väst   | -                  | MOUNID                  | Envue Technologies      | Parametric Solutions                | Piffl                        |
| 2022, Vår | Öst    | -                  | Cellfion                | Norbite                 | Cellfion                            | Flexpenser                   |
| 2023, Vår | Nord   | -                  | Geografisk Intelligens  | Slove                   | Heart Balance                       | Batonics                     |
|           | Syd    | -                  | Micovation              | Accurent                | -                                   | Adatype                      |
|           | Väst   | -                  | MabelAI                 | Adsorbi                 | Valys                               | WindowGlass Recycling        |
|           | Öst    | -                  | Merit Diagnostics       | Tomorrow Machine        | Funki                               | SLF                          |
| 2024, Vår | Nord   | -                  | EasyScanning            | AICD                    | FYKO                                | Your Brand Travel            |
|           | Syd    | -                  | Solstice                | Pavesight               | Albatrac                            | Vaquita Technologies         |
|           | Väst   | -                  | Anferra                 | BEATLAB                 | Mareld                              | DREV                         |
|           | Öst    | -                  | Alga Insulation         | MOAI                    | SimulAir                            | Dagligvaruklipp              |

## Sverigefinalen 2017 -
| Omgång | Startup of the year   | Top Tech           | Impact Maker | Game Changer     | Student Superstart/ Beyond Academic | Best Traction          |
| ------ | --------------------- | ------------------ | ------------ | ---------------- | ----------------------------------- | ---------------------- |
| 2017   | Next Step Dynamics    | Next Step Dynamics | Organofuel   | NextPeriod       | Tracy                               | -                      |
| 2018   | Word diagnostics      | The Fit            | BeeScaning   | Woshapp          | Coda Easy                           | -                      |
| 2019   | Amferia               | -                  | Eneryield    | Amferia          | Amferia                             | VectorizeMove          |
|        |                       |                    |              |                  | Beyond Academic                     |                        |
| 2020   | PlasticFri            | -                  | PlasticFri   | Plocka           | Alpha Therapy Solutions             | Rider's position coach |
| 2021   | Reselo                | -                  | Big Akwa     | Reselo           | Compular                            | Avidnote               |
| 2022   | Parametric Solutions  | -                  | Norbite      | Flexpenser       | Cellfion                            | PIFFL                  |
| 2023   | WindowGlass Recycling |                    | Mabel AI     | Tomorrow Machine | Geografisk Intelligens              | WindowGlass Recycling  |
| 2024   | SimulAir              | -                  | DREV         | Anferra          | Mareld                              | AICD                   |

## Regionvinnare 2013-2016
Från 2013 till 2016 pågick den regionala tävlingsomgången under en termin. I varje region utsågs fyra kategorisegrare och en totalvinnare.
| Omgång                | Region | Life science & Teknik         | Miljö & Energi         | Människa & Samhälle       | Webb, Mjukvara & Media |
| --------------------- | ------ | ----------------------------- | ---------------------- | ------------------------- | ---------------------- |
| 2016, Vår             | Nord   | Smartphone Diagnostic Biochip | -                      | SkogsCALC                 | Yamzy esport           |
| 2016, Vår             | Syd    | Freedesk                      | Syeriet                | Tea Junkie                | Luckan                 |
| 2016, Vår             | Väst   | -                             | Wavetube               | Lejonapa                  | Consensus              |
| 2016, Vår             | Öst    | CAD Detector                  | Grönska                | Magic Brush               | Qlutter                |
| 2015, Höst            | Nord   | Senzorizon                    | Sustainalube           | Sports Capture            | ShimmerCat             |
| 2015, Höst            | Syd    | Innovational Movement         | Hampahus               | Aktiv Svenska             | Mypaper                |
| 2015, Höst            | Väst   | Cetect                        | Epishine               | OrbitaLine                | Swey                   |
| 2015, Höst            | Öst    | Boardie                       | Forsnetics             | Boxgard                   | BuildSafe              |
| 2015, Vår             | Nord   | MyoAmp                        | -                      | Klätterhemmet             | Realbridge             |
| 2015, Vår             | Syd    | Carbiotix                     | AgroNovum              | Rude Food                 | LifeSymb               |
| 2015, Vår             | Väst   | Previsco                      | Aqua Robur             | FixCandle                 | Social Genius          |
| 2015, Vår             | Öst    | Ortrud Medical                | Sture Student          | Möbler                    | Workaround             |
| 2014, Höst            | Nord   | Memorizon                     | Smart Climate          | Meo -DressedForLife-      | Smartmiljös            |
| 2014, Höst            | Syd    | Dr Quench                     | Agrilogik              | Marsafe                   | DotKeeper              |
| 2014, Höst            | Väst   | Vibrika                       | WaterWeave             | Lake Tana Fish Production | Tellr.com              |
| 2014, Höst            | Öst    | Cascade Drives                | Stockholm Cooling      | Umami Threads             | Cirqle                 |
| 2014, Vår             | Nord   | Modulgrund                    | Rent-a-plagg           | Sweare                    | Fundsurf               |
| 2014, Vår             | Syd    | Melaud                        | LuvSolar               | eDiabeat                  | Fieldly                |
| 2014, Vår             | Väst   | MelVitas                      | Swedish Algae Factory  | Save the Red              | Minatjänster.nu        |
| 2014, Vår             | Öst    | IVia Medical                  | Pharem Biotech         | ifoodbag                  | Precisely              |
| 2013, Höst            | Nord   | Dynamic Rock Bolt             | Godbruk                | Buttons with passion      | DO TAXI                |
| 2013, Höst            | Syd    | iRezQ                         | Cyclicor               | Swiftcourt                | UserApp                |
| 2013, Höst            | Väst   | Imnus Emergency Housing       | HydroCultivate         | Studentkonst              | Jalp!                  |
| 2013, Höst            | Öst    | Disruptive Materials          | ReEasy                 | Kalle Kodare              | Pluggaonline           |
| 2013, Vår             | Nord   | Dicom Port                    | Erigovis               | YourCupOfTea              | Content Central        |
| 2013, Vår             | Syd    | Shore                         | Axi - not quite a taxi | Peer to Volunteer         | Photago                |
| 2013, Vår             | Väst   | wyberry Technologies          | Aquafundia             | Bolagskompassen           | BoDeal                 |
| 2013, Vår             | Öst    | Tinitell                      | Thingsbook             | Smiling Group             | Comparific             |
| Regional Totalvinnare |        |                               |                        |                           |                        |

## Sverigefinalen 2013-2016
Från 2013 till 2016 nominerades tre regionala vinnare i vardera av de fyra kategorierna till Sverigefinalen. I vardera kategori utsågs en vinnare och bland dessa utsågs därefter en totalvinnare. 
| Omgång |            | Life science & Teknik | Miljö & Energi         | Människa & Samhälle       | Webb, Mjukvara & Media |
| ------ | ---------- | --------------------- | ---------------------- | ------------------------- | ---------------------- |
| 2016   | Vinnare    | Boardie               | SustainaLube           | Boxgard                   | Buildsafe              |
| 2016   | Nominerade | Freedesk              | Forsnetics             | Lejonapa                  | Yamzu esport           |
| 2016   | Nominerade | SDB                   | Epishine               | Aktiv Svenska/Big game    | Luckan                 |
| 2015   | Vinnare    | Ortrud Medical        | Aqua Robur             | FixCandle                 | Workaround             |
| 2015   | Nominerade | Carbiotix             | Agriologik             | Lake Tana Fish Production | Cirqle                 |
| 2015   | Nominerade | Cascade Drives        | AgroNovum              | Rude Food                 | LifeSymb               |
| 2014   | Vinnare    | Disruptive Materials  | Swedish Algae Factory  | eDiabeat                  | Fieldly                |
| 2014   | Nominerade | MelVitas              | Cyclicor               | Codarica                  | Fundsurf               |
| 2014   | Nominerade | Modulgrund            | Pharem Biotech         | Sweare                    | UserApp                |
| 2013   | Vinnare    | Tinitell              | Erigovis               | Smiling Group             | Content Central        |
| 2013   | Nominerade | Dicom Port            | Axi - not quite a taxi | Bolagskompassen           | Comparific             |
| 2013   | Nominerade | Wyberry Technologies  | Thingsbook             | YourCupOfTea              | Photago                |

| Totalvinnare Sverigefinalen |